# Ludwig Franz Gengler
Ludwig Franz Frank Gengler (* 17. April 1902 in Bamberg; † 20. Oktober 1946) war ein deutscher nationalsozialistischer Publizist und Politiker.

## Leben
Ludwig Gengler wurde als Sohn des Rechtsanwalts Gabriel Gengler und Eva Gengler geboren. Er studierte an der Universität Erlangen, wo er im Oktober 1923 eine der ersten nationalsozialistischen Studentengruppen gründete. Der Erlanger Deutsche Hochschulring, der jener Zeit die meisten AStA-Sitze errang, kooperierte zeitweilig mit Genglers NS-Hochschulgruppe. Gengler war ein früher Vertrauter Julius Streichers. Diesem war der radikale Agitator aufgefallen und er forderte ihn zur Mitarbeit am Stürmer und im Frankengau auf. Während seines Studiums wurde er zunächst Mitglied der KDStV Gothia Erlangen und wechselte 1925 zur Burschenschaft Frankonia Erlangen. Zum 1. Februar 1925 trat er der NSDAP bei (Mitgliedsnummer 1.675). Gengler widmete neben dem Studium einen großen Teil seiner Zeit der politischen NS-Agitation und -Publizistik und schrieb auch für Die Flamme. Joseph Goebbels schrieb am 13. April 1926 folgendes über Gengler in sein Tagebuch: „Gengler ist ein feuchter Schleimer“. Laut Völkischem Beobachter sprach er 1928 in 162 Versammlungen. Er trug mit dazu bei, dass die NSDAP bei den Stadtratswahlen 1929 zur zweitstärksten Kraft in Nürnberg wurde. Im Jahre 1930 wurde Gengler von Parteifreunden als „geistiger Leiter des Nürnberger Gaues“ angesehen. Im selben Jahr war er kurzzeitig Mitglied des Nürnberger Stadtrates. Die wesentliche Bedeutung des fanatisch antijüdisch und antibolschewistisch agitierenden Gengler für die NSDAP lag jedoch in seiner publizistischen Tätigkeit. Er lieferte Beiträge zum sogenannten „Handbuch der Judenfrage“ von Theodor Fritsch und übernahm von ihm die Schriftleitung.
Im Jahre 1932 promovierte er mit der Dissertation „Die deutschen Monarchisten 1919 bis 1925“. Während der Zeit des Nationalsozialismus stieß Gengler zum berüchtigten Institut zum Studium der Judenfrage. Zahlreiche vertrauliche Berichte Genglers von einer Vielzahl von Reichspressekonferenzen an Walter Löhde, einem Redakteur der Zeitschrift Am heiligen Quell Deutscher Kraft, liefern Aufschluss über die NS-Pressepolitik. 1942 wurde er für den Sicherheitsdienst des Reichsführers SS (SD) tätig.
In der Deutschen Demokratischen Republik wurden mehrere Schriften Genglers auf die Liste der auszusondernden Literatur gesetzt.

## Publikationen
- Die deutschen Monarchisten 1919 bis 1925. Ein Beitrag zur Geschichte der politischen Rechten von der Novemberrevolution 1918 bis zur ersten Übernahme der Reichspräsidentschaft durch Generalfeldmarschall von Hindenburg 1925, Dissertation 1932.
- Kampfflieger Rudolf Berthold: Sieger in 44 Luftschlachten, erschlagen im Bruderkampfe für Deutschlands Freiheit, 1934.
- Deutsche Waffenträger gegen den Bolschewismus, Darmstadt 1937 (u. d. Pseudonym Gerd Gerler).
- Katholische Aktion im Angriff auf Deutschland: die Lüge vom ‚rein religiösen‘ Werbefeldzug, 1937.
- Freikorps in Deutschland, 1938.
- Jugend gegen Versailles und Weimar, Berlin 1938 (u. d. Pseudonym Gerd Gerler).
- Der jüdische Krieg. Jüdische Anschläge und Verbrechen gegen Deutschland und Europa in zwei Weltkriegen, 1944.